# Kissin' Cousins (album)
Kissin' Cousins er en LP-plade med Elvis Presley, udsendt på RCA med nummeret RCA LSP-2894.
Albummet rummer soundtracket fra Presley-filmen Kissin' Cousins og kom på gaden i april 1964, stort set samtidig med premieren på filmen. Alle sangene er indspillet i RCA-studiet i Nashville i tidsrummet 26. maj – 11. oktober 1963.

## Personerne bag albummet
Folkene bag LP'en er:
- Elvis Presley, sang
- Scotty Moore, guitar
- Grady Martin, guitar
- Jerry Kennedy, guitar
- Harold Bradley, guitar
- Floyd Cramer, klaver
- Bob Moore, bas
- D.J. Fontana, trommer
- Murrey "Buddy" Harman, trommer
- Homer "Boots" Randolph, saxofon
- Bill Justis, saxofon
- Cecil Brower, violin
- The Jordanaires, kor
- Winnifred Brest, kor
- Dolores Edgin, kor
- Millie Kirkham, kor

## Sangene
Der var indlagt i alt 10 sange med Elvis Presley i filmen. LP-pladen inkluderede endvidere to "bonussange".
Sangene "Kissin' Cousins" (der er to forskellige, ligesom Elvis i filmen optræder i to forskellige roller) var titelmelodier til filmen. Den ene er en komposition af Fred Wise og Randy Starr, den anden af Bill Giant, Bernie Baum og Florence Kaye. De blev begge indspillet af Elvis Presley 29.-30. september 1963.
De i alt 12 sange var:

### Side 1
- "Kissin' Cousins" (Bernie Baum, Bill Giant, Florence Kaye) (ofte benævnt "Kissin' Cousins" nr. 2 for at skelne de to sange med samme titel)
- "Smokey Mountain Boy" (L. Rosenblatt, Victor Millrose)
- "There's Gold In The Mountains" (Bernie Baum, Bill Giant, Florence Kaye)
- "One Boy Two Little Girls" (Bernie Baum, Bill Giant, Florence Kaye)
- "Catchin' On Fast" (Bernie Baum, Bill Giant, Florence Kaye)
- "Tender Feeling" (Bernie Baum, Bill Giant, Florence Kaye)

### Side 2
- "Anyone (Could Fall In Love With You)" (Bennie Benjamin, Luchi de Jesus, Sol Marcus)
- "Barefoot Ballad" (Dolores Fuller, Larry Morris)
- "Once Is Enough" (Roy C. Bennett, Sid Tepper)
- "Kissin' Cousins" (Fred Wise, Randy Starr)
- "Echoes Of Love" (Bob Roberts, Ruth Bachelor) (Bonussang) – senere udgivet på albummet The Lost Album fra 1990
- "(It's A) Long Lonely Highway" (Doc Pomus, Mort Shuman) (Bonussang) – senere anvendt i Elvis-filmen Tickle Me fra 1965 og udgivet på The Lost Album i 1990